# Arteria maxillaris
Arteria maxillaris er en arterie i hovedet der via sine afgreninger forsyner mange af de mere profunde strukturer i ansigtet. Den udspringer fra arteria carotis externa nær dennes overgang til arteria temporalis superficialis, på dorsalsiden af ramus mandibulae.

## Struktur
A. Maxillaris snoer sig rundt omkring ramus mandibulae og andre strukturer under dens forløb, og den får et karakteristisk kroget forløb. Den opstår som den større af de to endegrene af arteria carotis externa og er ved sit udspring indlejret i ørespytkirtlen. Forløbet herefter opdeles typiskt i 3 dele for at lettere overskue de talrige grene.

### Første del
Efter sit udspring dykker den straks horisontalt ind profund for ramus mandibulae, hvor den får et tæt forløb med denne, samt ligamentum sphenomandibulare. Arterien kan enten forløbe imellem ligamentet og kæben, eller forløbe profund for dem begge. Under dette forløb løber den nogenlunde parralelt med nervus auricotemporalis, og delen overgår til anden del når den dykker inferiort under nervus alveolaris inferior og musculus pterygoideus lateralis caput inferius.
I denne del afgives 5 afgreninger som alle sammen går ind i knogle:
- Arteria auricularis profunda, som forløber bagud kort efter maxillaris' udspring for at træde ind igennem meatus acusticus externus for bl.a. at forsyne huden på øret.
- Arteria tympanica posterior, en lille arterie der delvist forsyner mellemøret.
- Arteria meningea media og dens accesoriske arterie, som forløber opad igennem foramen spinosum og foramen ovale for at forsyne størstedelen af hjernehinden.
- Arteria alveolaris inferior løber nedad sammen med nervus alveolaris inferior ned til foramen mandibularis hvor den bl.a. forsyner tænderne.

### Anden del
Omkring dens inferiore passage i forhold til musculus pterygoideus lateralis begynder anden del med afgivelsen af arteria temporalis profunda. Den løber skråt fremad-opad rundt om origo af musculus pterygoideus lateralis og har lateral relation til både nervus alveolaris inferior, nervus lingualis og nervus buccalis som den forbipasserer i denne rækkefølge. Variation kan godt opstå her, og arterien kan godt forløbe lateralt for nogle af nerverne frem for profundt for dem alle.
Under krumningen rundt om musculus pterygoideus lateralis ligger arterien tæt op ad origo til musculus pterygoideus medialis, som den forbipasserer latero-superiort.
I anden del afgives 5 grene, hvoraf 4 er navngivne, som hovedsageligt forsyner muskler:
- Arteria temporales profundae løber op profundt for arcus zygomaticus for at forsyne musculus temporalis. Der er to af disse, men de deler sig først senere oppe i deres forløb.
- Arteria masseterica forløber lateralt henover incisura mandibulae for at forsyne den dybe del af musculus masseter.
- Arteria pterygoideae er en række mindre arterie med stor variation der forsyner musculi pterygoideae under maxilaris' forløb.
- Arteria buccalis løber sammen med nervus buccalis fremad mod ansigtet, hvor den forsyner hud og slimhinde over musculus buccinator.

### Tredje del
Arterien ligger nu omtrent imellem de to musculi pterygoideae, hvor den afgiver nogle sidste grene i det infratemporale rum, i fossa pterygopalatina, inden den dykker profundt igennem fissura pterygopalatina og fortsætter som arteria sphenopalatina. De fleste af den tredje dels grene afgives lige i starten af dette dyk, i fossa pterygopalatina:
- Arteria alveolaris posterior superior dykker nedad fra maxillaris i fossa pterygopalatina og penetrerer igennem os maxilla for at forsyne overkæbetænderne.
- Arteria infraorbitalis optsår sammen med arteria alveolaris posterior superior, men løber i stedet op igennem canalis infraorbitalis og videre ud til ansigtet gennem foramen infraorbitale.
- Arteria canalis pterygoidei forløber opad og dorsalt indefra fissura pterygopalatina til og igennem canalis pterygoideus.
- Arteria palatina descendens løber fra maxilla i fossa pterygopalatina, hvor den dykker ned igennem canalis palatinus major hvor den forgrener sig og forsyner næsehulen.

Den tredje del slutter som nævnt i overgangen til arteria sphenopalatina.

## Referrencer
1. ↑  Tranum-Jensen, Jørgen (2017). Hovedets, halsens og de indre organers anatomi (11. udgave). Munksgaard. ISBN 978-87-628-1559-9.
2. 1 2 3  Standring MBE PhD DSc FKC Hon FAS Hon FRCS, Susan (2020). Gray's Anatomy (42. udgave). ISBN 9780702077050.
3. 1 2  "Human Anatomy Atlas 2020 - Visible Body".